# Agriornis murinus
Agriornis murinus là một loài chim trong họ Tyrannidae.